# Michael Lynch
Pour les articles homonymes, voir Lynch et Mike Lynch (homme d'affaires).
Michael Lynch, né le 17 octobre 1948, est un sociologue américain. Il est professeur et directeur des études en Science & Technology Studies (STS) à l'université Cornell.
Ses travaux portent notamment sur les rapports entre biologie et société, l'ethnométhodologie (Harold Garfinkel) et l'analyse conversationnelle, l'épistémologie des sciences sociales, la philosophie des sciences et la sociologie des maladies mentales. En 2008, il préside la Society for Social Studies of Science (4S), succédant à Susan Leigh Star.

## Publications
- avec Harold Garfinkel et Eric Livingston, « The Work of a discovering science construed with materials from the optically discovered pulsar », dans Philosophy of the Social Sciences, 11, p. 131-158, 1981.
- avec Harold Garfinkel et Eric Livingston, « Temporal order in laboratory life », dans Karin D. Knorr-Cetina & Michael Mulkay, eds. Science observed: perspectives on the social study of science, London: Sage: 20538, 1983.
- Art and artifact in laboratory science : a study of shop work and shop talk in a research laboratory, London ; Boston : Routledge & Kegan Paul, 1985.
- avec Steve Woolgar (éd.), Representation in scientific practice, Cambridge, Mass ; London : MIT Press, 1990.
- Scientific practice and ordinary action : ethnomethodology and social studies of science, Cambridge : Cambridge University Press, 1993.
- avec David Bogen, The spectacle of history : speech, text, and memory at the Iran-Contra hearings, Durham ; London : Duke University Press, 1996.
- Scientific practice and ordinary action : ethnomethodology and social studies of science, Cambridge : Cambridge University Press, 1997.
- avec Wes Sharrock (éd.), Harold Garfinkel, London : SAGE, 2003.